# Zagrebački holding
Zagrebački holding d.o.o. (kratica ZGH) je mestno trgovsko podjetje Mesta Zagreb v obliki holdinga, ustanovljeno leta 2006.
Sestavlja ga 12 podružnic, ki opravljajo dejavnost nekdanjih mestnih podjetij, in je lastnik petih odvisnih družb in enega zavoda.
Nastalo je s prenosom poslovnih deležev 22 podjetij v lasti Mesta Zagreb na družbo Gradsko komunalno gospodarstvo d.o.o., ki prevzame vlogo holdinga. Leta 2007 se je preimenoval v Zagrebački holding d.o.o.
Temeljna naloga Holdinga je "učinkovito in trajno zagotavljanje storitev javnega interesa v Mestu Zagreb ob zagotavljanju maksimalne zaščite okolja in zaščite javnega interesa lokalne skupnosti".